# Torre di Redde
Die Torre di Redde (Turm von Redde) ist ein Wohnturm mittelalterlichen Ursprungs im Wald südlich des Dorfes Vaglio im Kanton Tessin. Der Turm steht auf einer Höhe von 619 m ü. M. und wird auch «Torre di San Clemente» genannt.

## Geschichte
Der Turm von Redde war Teil eines befestigten Hauses aus dem 13. Jahrhundert. Gebaut wurde dieses von der Familie Rusca aus Como, die sich im Tessin südlich des Monte Ceneri niedergelassen hatte, um den Weg über die Alpen zu überwachen.
Im Jahr 1310 ist der Turm urkundlich belegt. Er gehörte zur Siedlung Redde, die aus einem Dorf, einem befestigten Haus und einer kleinen Kirche bestand. 1335 erscheint Redde in einer Liste der Stadt Como als bäuerliche Siedlung mit eigenen Gewichts- und Masseinheiten. Im Gelände zeigen sich Spuren früherer menschlicher Tätigkeit: zerfallende Terrassierungsmauern, Grundmauern einzelner Gebäude und alte Wegspuren. Vermutlich wegen der Pest wurde das Dorf im 16. Jahrhundert verlassen.
Die kleine Barockkapelle ist dem heiligen Clemens geweiht und steht etwa 300 Meter vom Turm entfernt. Urkundlich erwähnt wird sie im 14. Jahrhundert.

## Beschreibung
Das lagenhafte Mauerwerk, die sorgfältiger ausgeführten Eckbossen und die Rundbogentür des Hocheingangs an der Südseite weisen auf eine Entstehungszeit um die Wende vom 12. zum 13. Jahrhundert hin. Vom vierstöckigen Turm ist das über einen Meter dicke und etwa fünfzehn Meter hohe Mauerwerk erhalten geblieben. Das Innere kann nicht betreten werden.
Der Turm war mit einem flachen Zeltdach gedeckt, von dessen Steinplattenabdeckung auf der Mauerkrone noch Reste sichtbar sind. Die einzelnen Stockwerke waren teilweise durch hölzerne Innen- und Aussentreppen und Laubengänge miteinander verbunden. Wandnischen, ein Schüttsteinablauf und ein Rauchabzug zeugen von der einstigen Bewohnbarkeit. An der Nordseite stand ein heute verschwundenes Gebäude, im Süden stand ein rechteckiges Gebäude aus Mörtelmauerwerk, vermutlich ein nachträglich erbautes Wohnhaus. Von einem urkundlich im 14. Jahrhundert erwähnten Graben ist nichts mehr zu sehen.
1998/99 wurde der Turm unter der Leitung des Architekten Ivo Trümpy restauriert. Er ist Eigentum der Stiftung Torre di Redde.
Alljährlich im September findet seit einigen Jahren zwischen Turm und Kirche das mittelalterliche «Festa di Redde» statt. Der Platz ist mit seinen Feuerstellen und zahlreichen Sitzgelegenheiten ein beliebter Treffpunkt.

## Bilder

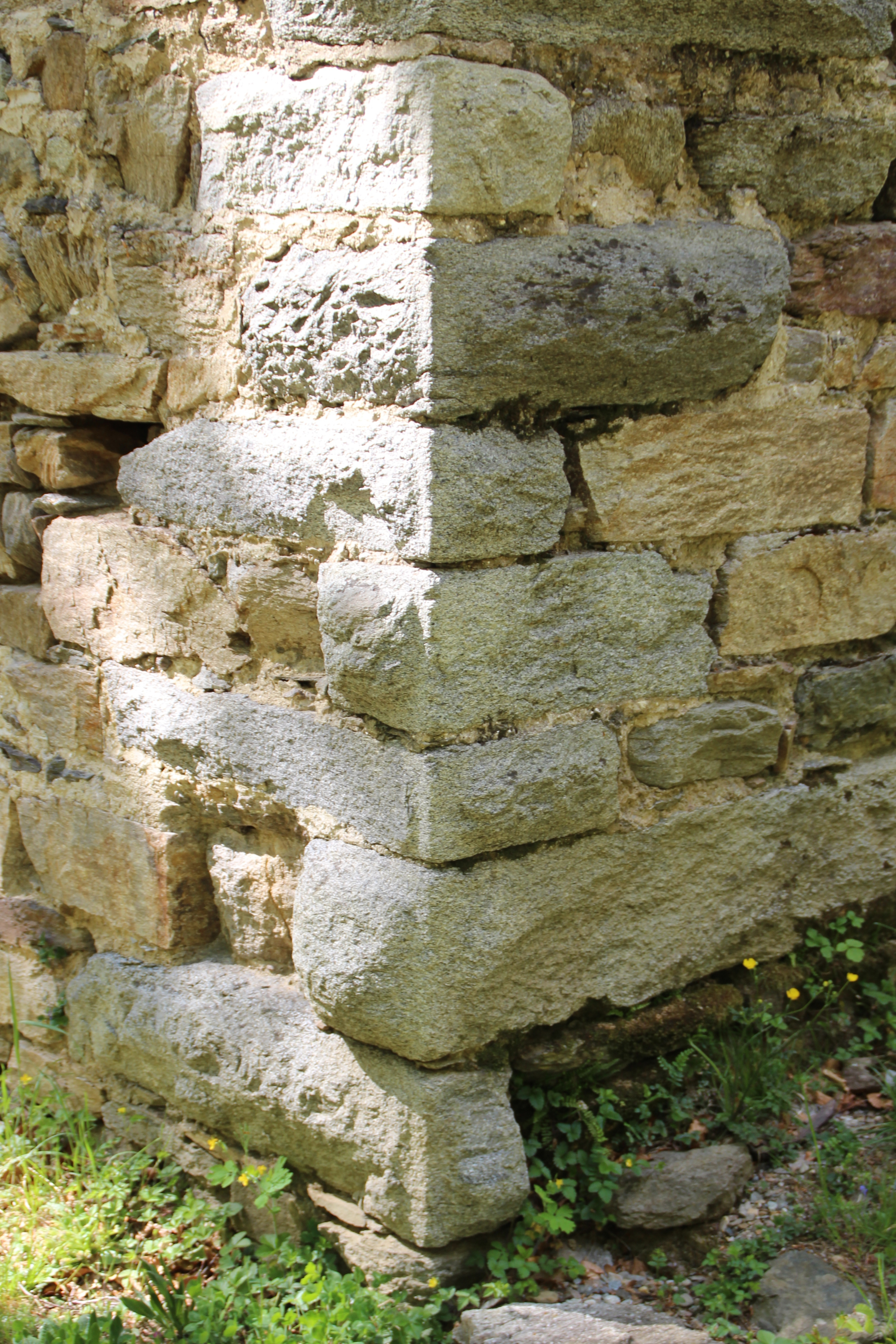
Eckbossen
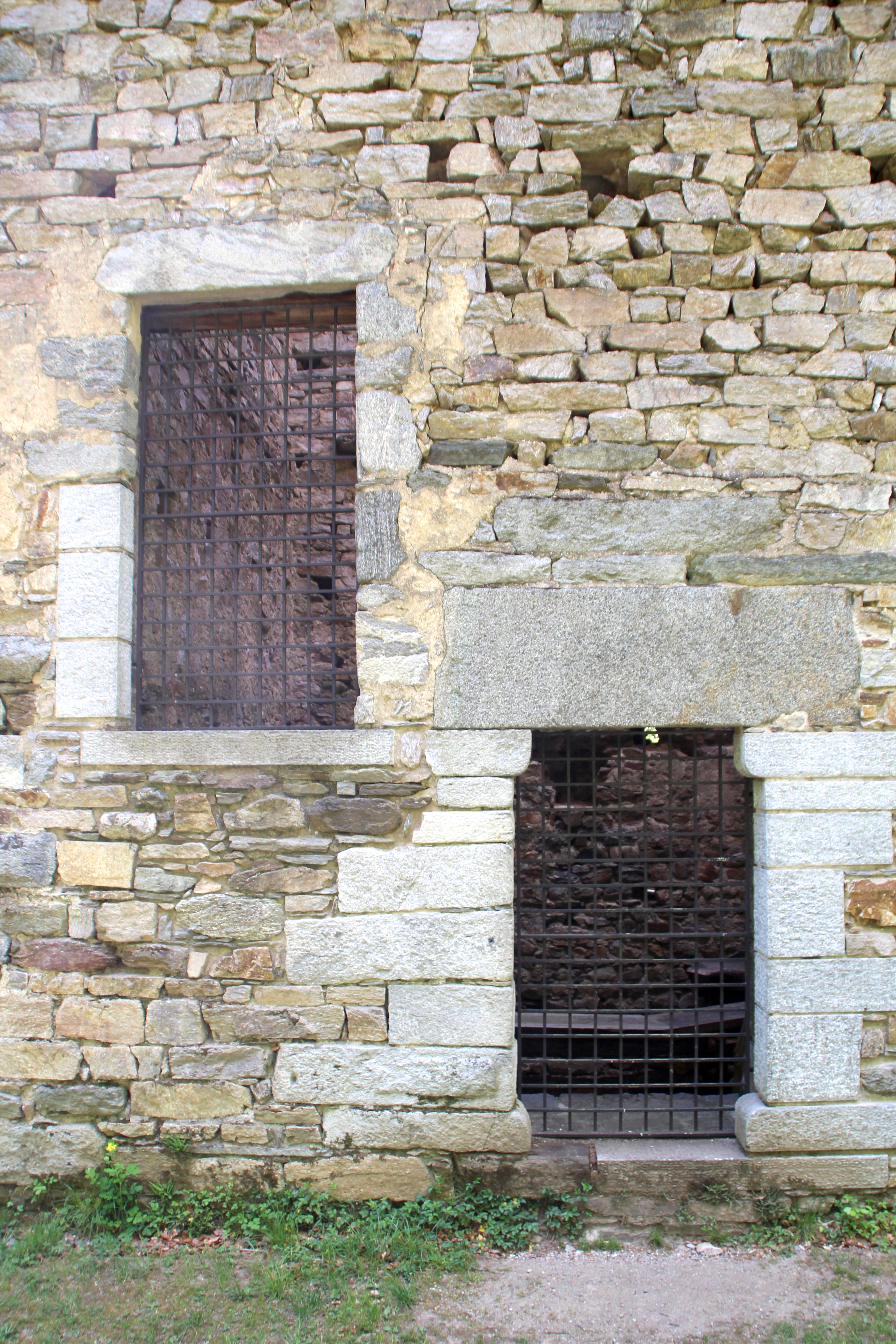
Türen an der Südseite
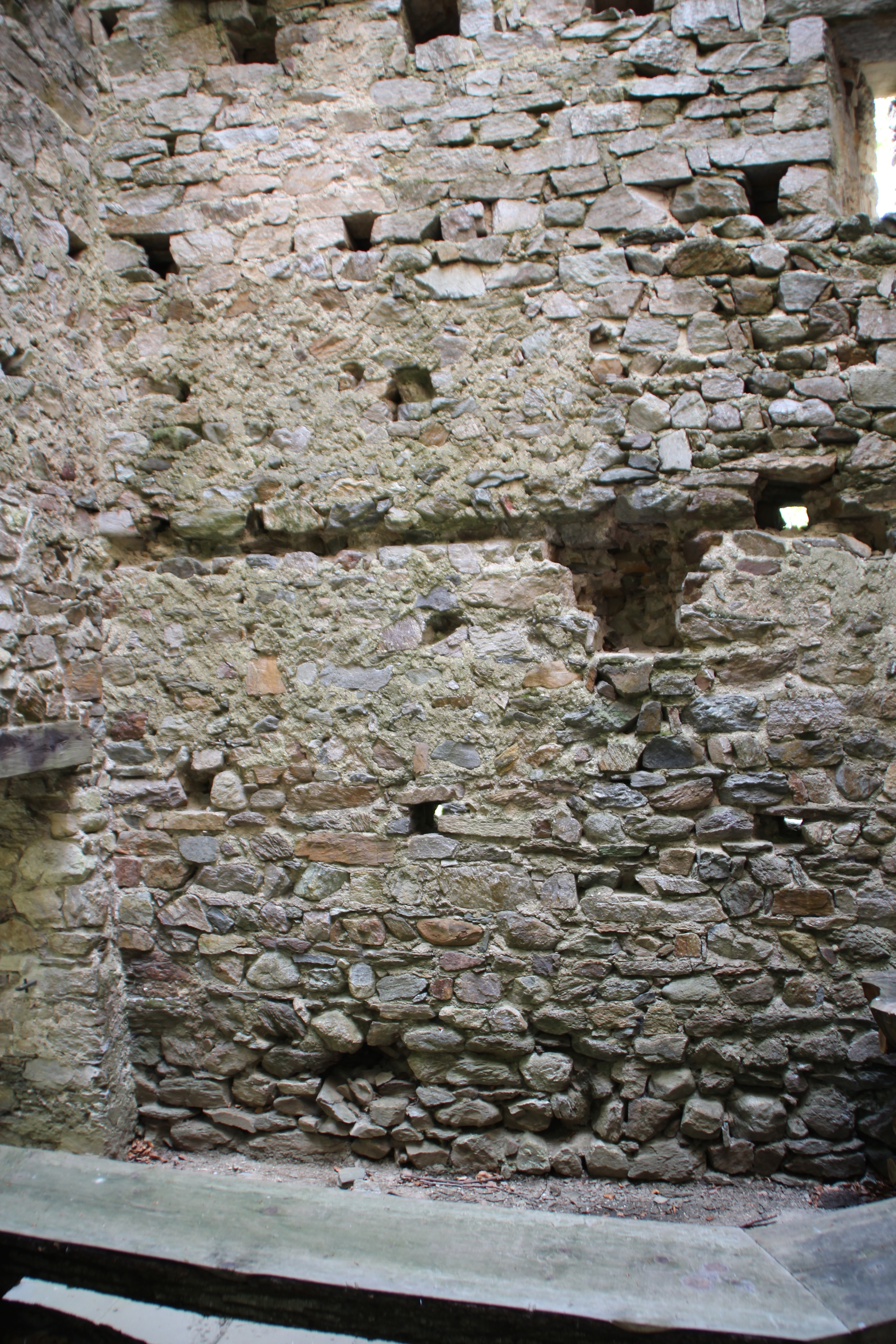
Blick ins Innere; Balkenlöcher
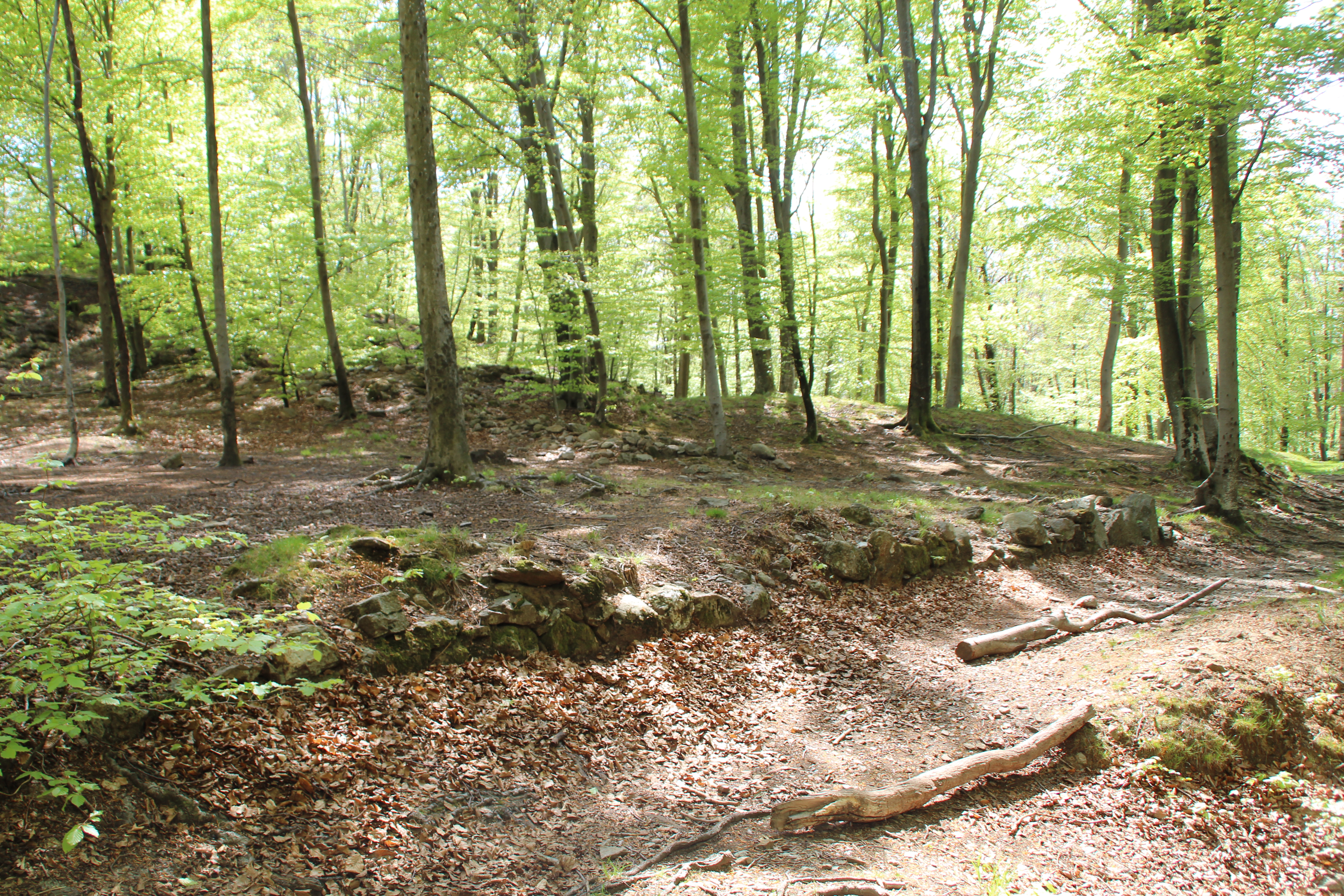
Grundmauern ehemaliger Wohnbauten